# سکسکه (فیلم)
سکسکه (به هندی: Hichki) یا خرابکاری نام یک فیلم درام کمدی محصول کشور هند می‌باشد. این فیلم در تاریخ ۲۳ مارس ۲۰۱۸ در سینماهای کشور هند اکران شده‌است و توانست با فروش نسبتاً خوبش بودجه خود را تأمین کند. نقش اصلی فیلم را رانی موکرجی بازی می‌کند که معلمی است دچار سندروم تورِت شده‌است.

## داستان
ناینا ما(رانی موکرجی) یک معلم است که به سندروم تورت مبتلا است و پدر و مادرش سالها قبل از هم طلاق گرفته‌اند ناینا در ۵ سال گذشته موفق به پیدا کردن شغل نشده‌است تا اینکه مدرسه معتبر سنت نکتکر او را برای معلمی می‌پذیرد. او برای تدریس به کلاس ۹f فرستاده می‌شود، ناینا به خاطر بیماری اش مرتب سکسکه می‌کند و دانش آموزان صدای او را تقلید می‌کنند و او را مسخره می‌کنند.
پس از چند روز ناینا متوجه می‌شود که همه دانش آموزان کلاس ۹f از افراد فقیر و زاغه‌نشین هستند و وقتی شهرداری زمین‌های این منطقه را برای ساخت مدرسه خریده‌است این دانش آموزان را بورسیه کرده‌است. هیچ‌کدام از دانش آموزان کلاس‌های دیگر که افرادی مرفه هستند با ۹f دوست نمی‌شوند و آن‌ها منزوی شده‌اند. دانش آموزان ۹f علاقه ای به درس خواندن ندارند و تاکنون چندین معلم را فراری داده‌اند آن‌ها برای ناینا هم مدام مزاحمت ایجاد می‌کنند. آقای وادیا معلم کلاس ۹a است مدام او و دانش آموزان ۹f را به چالش می‌کشد.
سرانجام ناینا موفق می‌شود با روش‌های تعاملی شیطنت شاگردانش را مهار کند و آن‌ها را ترغیب به درس خواندن کند در نهایت دانش آموزان ۹f با پشت سرگذاشتن سایر دانش آموزان تبدیل به کلاس برتر می‌شوند. سپس آن‌ها متهم به تقلب می‌شوند ولی آقای وادیا می‌فهمد که این کار یکی از دانش آموزان خودش بوده‌است و دانش آموزان کلاس ۹f بی گناه هستند، آقای وادیا همه تقصیرات را به گردن می‌گیرد و ۹f کلاس برتر می‌شود.
در نهایت همه کلاس‌ها از سبک موفق ناینا ما در تدریس پیروی می‌کنند و سال‌ها بعد او به عنوان مدیر همین مدرسه بازنشسته می‌شود.

## بازیگران
- رانی موکرجی در نقش ناینا ما
- Shivkumar Subramaniam در نقش مدیر
- Neeraj Kabi در نقش آقای وادیا
- سوپریا پیلگانکار در نقش مادر ناینا
- ساچین (بازیگر) در نقش پدر ناینا
- Hussain Dalal در نقش برادر ناینا
- sparsh khanchandani در نقش اورو -دانش آموز دختر
- Jannat Zubair Rahmani در نقش ناتاشا-دانش آموز دختر
- Harsh Mayar در نقش آتش-دانش آموز پسر